# Cinema (Andrea Bocelli)
Cinema è il quindicesimo album in studio del cantautore italiano Andrea Bocelli, pubblicato il 23 ottobre 2015 dalla Sugar Music.

## Descrizione
Contiene rifacimenti di classici estratti da colonne sonore di film premi Oscar, cantati in quattro lingue, ossia italiano, inglese, spagnolo e francese. L'album è come i suoi predecessori, ricco di collaborazioni e duetti con artisti internazionali: uno di questi è il brano E più ti penso, nel quale Bocelli duetta con la cantante Ariana Grande e che viene pubblicato il 1º ottobre 2015 per il download digitale come primo estratto da Cinema.
L'album arriva in terza posizione nella classifica britannica e in quella irlandese, quarta in Italia, sesta in Nuova Zelanda, settima in Australia, nona in Portogallo e decima nella Billboard 200 negli Stati Uniti d'America.

## Tracce

### Versione italiana
Edizione Standard
1. Maria - 3:13 (West Side Story)
2. La chanson de Lara - 3:15 (Il dottor Živago)
3. Moon River - 3:49 (Colazione da Tiffany)
4. E più ti penso (duetto con Ariana Grande) - 4:28 (C'era una volta in America e Malèna)
5. Be My Love - 2:54 (Il pescatore della Louisiana)
6. The Music of the Night - 3:57 (Il fantasma dell'Opera)
7. Por una cabeza - 3:22 (Scent of a Woman - Profumo di donna)
8. Sorridi amore vai - 3:22 (La vita è bella)
9. Mi mancherai - 5:06 (Il postino)
10. Cheek to Cheek (duetto con Veronica Berti) - 2:25 (Cappello a cilindro)
11. Brucia la terra - 4:16 (Il padrino)
12. No llores por mi Argentina (duetto con Nicole Scherzinger) - 4:24 (Evita)
13. Nelle tue mani (Now We Are Free) - 4:21 (Il gladiatore)

Edizione Deluxe
1. Maria - 3:13 (West Side Story)
2. La chanson de Lara - 3:15 (Il dottor Živago)
3. Moon River - 3:49 (Colazione da Tiffany)
4. E più ti penso (duetto con Ariana Grande) - 4:28 (C'era una volta in America e Malèna)
5. Be My Love - 2:54 (Il pescatore della Louisiana)
6. The Music of the Night - 3:57 (Il fantasma dell'Opera)
7. Brucia la Terra - 4:16 (Il padrino)
8. Por una cabeza - 3:22 (Scent of a Woman - Profumo di donna)
9. No Llores Por Mi Argentina (duetto con Nicole Scherzinger) - 4:24 (Evita)
10. L'amore è una cosa meravigliosa - 3:24 (L'amore è una cosa meravigliosa)
11. Mi mancherai - 5:06 (Il postino)
12. Cheek to Cheek (duetto con Veronica Berti) - 2:56 (Cappello a cilindro)
13. Sorridi amore vai - 3:22 (La vita è bella)
14. Historia de Amor - 4:29 (Love Story)
15. Ol' Man River - 4:07 (Show Boat)
16. Nelle tue mani (Now We Are Free) - 4:21 (Il gladiatore)

### Versione spagnola
Edizione Standard
1. Maravilloso Amor - 3:24
2. Lara - 3:15
3. Brucia la Terra - 4:16
4. E più ti penso (duetto with Ariana Grande) - 4:28
5. Historia de Amor - 4:29
6. Me Faltarás - 5:06
7. La Vida es Bella - 3:22
8. No Llores Por Mi Argentina (duetto with Nicole Scherzinger) - 4:24
9. Maria - 3:13
10. Por una cabeza - 3:22
11. Moon River - 3:49
12. Nelle tue mani (Now We Are Free) - 4:21

Edizione Deluxe
1. Maravilloso Amor - 3:24
2. Lara - 3:15
3. Brucia la Terra - 4:16
4. E più ti penso (duetto con Ariana Grande) - 4:28
5. Historia de Amor - 4:29
6. Me Faltarás - 5:06
7. La Vida es Bella - 3:22
8. No Llores Por Mi Argentina (duetto con Paty Cantú) - 4:24
9. Maria - 3:13
10. Por una cabeza - 3:22
11. The Music of the Night - 3:57
12. Moon River - 3:49
13. 'Be My Love - 2:54
14. Nelle tue mani (Now We Are Free) - 4:21
15. No Llores Por Mi Argentina (duetto con Nicole Scherzinger) - 4:24

## Classifiche

### Classifiche settimanali
| Classifica (2015-2016) | Posizione massima |
| ---------------------- | ----------------- |
| Australia              | 7                 |
| Austria                | 45                |
| Belgio (Fiandre)       | 12                |
| Belgio (Vallonia)      | 39                |
| Canada                 | 18                |
| Danimarca              | 13                |
| Finlandia              | 35                |
| Francia                | 146               |
| Germania               | 60                |
| Giappone               | 76                |
| Grecia                 | 10                |
| Irlanda                | 3                 |
| Italia                 | 4                 |
| Norvegia               | 30                |
| Nuova Zelanda          | 6                 |
| Paesi Bassi            | 17                |
| Polonia                | 2                 |
| Portogallo             | 9                 |
| Regno Unito            | 3                 |
| Repubblica Ceca        | 6                 |
| Stati Uniti            | 10                |
| Spagna                 | 21                |
| Svizzera               | 33                |
| Ungheria               | 9                 |

### Classifiche di fine anno
| Classifica (2015) | Posizione |
| ----------------- | --------- |
| Belgio (Fiandre)  | 146       |
| Italia            | 30        |
| Regno Unito       | 41        |
| Ungheria          | 23        |
| Classifica (2016) | Posizione |
| Belgio (Fiandre)  | 132       |
| Italia            | 86        |
| Polonia           | 48        |
| Ungheria          | 83        |
| Classifica (2021) | Posizione |
| Polonia           | 47        |